# Epimecinus humilis
Epimecinus humilis is een spinnensoort in de taxonomische indeling van de Desidae.
Het dier behoort tot het geslacht Epimecinus. De wetenschappelijke naam van de soort werd voor het eerst geldig gepubliceerd in 1924 door Lucien Berland.